# Playa (Cuba)
Playa è un municipio della capitale cubana dell'Avana.